# Ghiacciaio Lann
Il Ghiacciaio Lann (in lingua inglese: Lann Glacier) è un ripido ghiacciaio tributario antartico, lungo 6 km, situato all'estremità settentrionale dei Monti dell'Ammiragliato, in Antartide. Il ghiacciaio è posizionato 7 km a est del Ghiacciaio Rowles e fluisce in direzione nordovest per andare a confluire nel Ghiacciaio Dennistoun.

## Storia
Il ghiacciaio è stato mappato dall' United States Geological Survey (USGS) sulla base di rilevazioni e foto aeree scattate dalla U.S. Navy nel periodo 1960-63.
La denominazione è stata assegnata dall' Advisory Committee on Antarctic Names (US-ACAN) in onore di Roy R. Lann, cuoco dell'U.S. Navy presso la base di Capo Hallett nel 1964.